# 善きサマリア人のたとえ

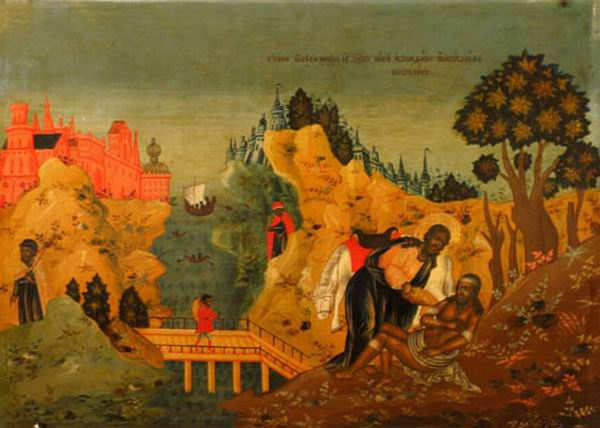
イコン『善きサマリア人』（18世紀、ロシア）

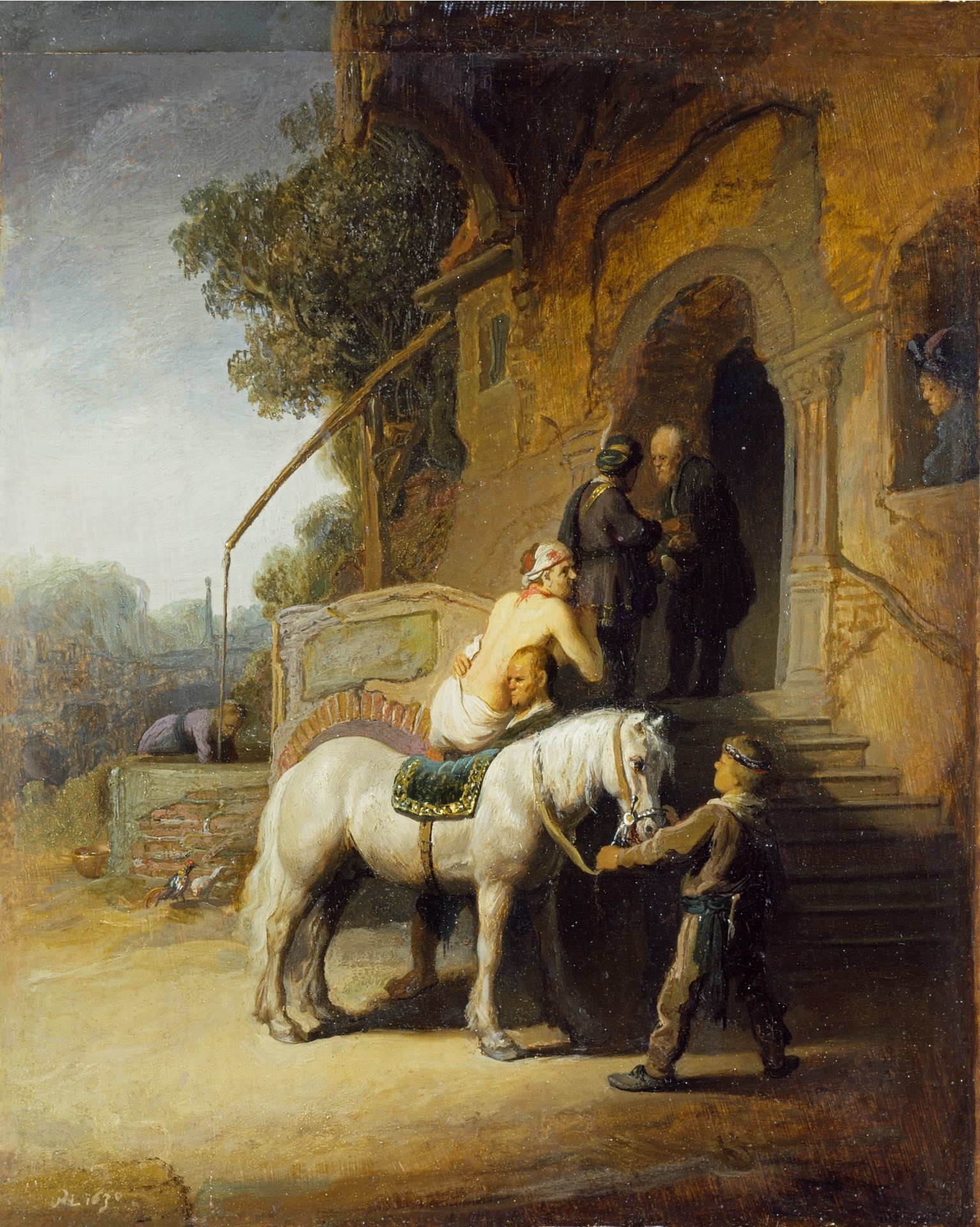
『善きサマリア人』（レンブラント、1630年）

善きサマリア人のたとえ（よきサマリアびとのたとえ、英語: Parable of the Good Samaritan）とは、新約聖書中のルカによる福音書10章25節から37節にある、イエス・キリストが語った隣人愛と永遠の命に関するたとえ話である。このたとえ話はルカによる福音書にのみ記されており、他の福音書には記されていない。
「善いサマリア人（じん）のたとえ」とも表記される。「サマリア人（びと）」は媒体によって「サマリヤ人（びと）」、「サマリア人（じん）」の表記がある。新共同訳新約聖書では「サマリア人（じん）」と表記されている。

## 内容

### 概要
ユダヤ人のある律法学者が同じくユダヤ人であるナザレのイエスに永遠の生命を受けるために何をすべきかを問いかけた際、イエスが逆に律法にはどうあるかと尋ね返した。律法学者が答えた内容（神への愛と隣人への愛）に対しイエスが「正しい答えだ、その通りにしなさい。そうすれば生きる。」と答えると、さらに律法学者が「では隣人とは誰か」と重ねて尋ねた。これに対し、イエスは以下のたとえ話をした。
ある人がエルサレムからエリコに向かう道中で強盗に襲われて身ぐるみはがれ、半死半生となって道端に倒れていた。そこに三人の人が通りかかる。
最初に祭司が通りかかるが、その人を見ると道の向こう側を通り過ぎて行った。次にレビ人が通りかかるが、彼も道の向こう側を通り過ぎて行った。しかし三番目に通りかかったあるサマリア人は、そばに来ると、この半死半生の人を助けた。傷口の治療をして、ろばに乗せて宿屋まで運び介抱した。そして翌日になると宿屋の主人に怪我人の世話を頼んでその費用を払った。
このたとえ話の後、律法学者に対してイエスは、このたとえ話で誰が怪我人の隣人となったかを律法学者に問い、律法学者が「助けた人（サマリア人）です」と答えると、「行って、あなたも同じようにしなさい」とイエスは言った。

### 祭司とレビ人（びと）とサマリア人について
たとえ話に登場する祭司は神殿の職務を司る者で教え導く任務にあった人であり、レビ人（びと）はイスラエル十二部族の一つで祭司に相応しい部族として任務を担っていたが、イエスの時代には祭司職の役割が細分化するにつれてレビ人は祭司の下働きをする階級となっていた。
サマリア人（じん）にはユダヤ人から異邦人と呼ばれるようになった歴史がある。ソロモン王の死後、イスラエルは、エルサレムを首都とする南ユダ国とサマリアを首都とする北イスラエル王国に分裂した。その後、紀元前722年に北イスラエル王国はアッシリア帝国に滅ぼされた。僅かに残ったサマリア人はアッシリア人の血が混じった汚らわしいイスラエル人として南ユダ国のユダヤ人から軽蔑されながらゲリジム山に神殿を構えた。その後、紀元前586年エルサレムはバビロニア帝国に占領され陥落する。バビロニアはユダヤ人を捕囚として50年間、チグリス、ユーフラテス流域の首都バビロンで過ごさせる（第二回バビロン捕囚）。その後、ユダヤ人は帰還が許されエルサレムに戻り破壊された神殿の再建に力を注ぐ。そうしてユダヤ人とサマリア人の関係は親戚の関係ではあっても忌み嫌う関係がイエスの時代まで続いていた。

## 解釈
このたとえ話は教派によって解釈が異なるが、主題についての解釈は大きく分けて二つある。
一つは、仁慈と憐みを必要とする者を誰彼問わず助けるように、愛するように命じられた教えであるとする解釈（正教会、カトリック教会ほか）。
もう一つは、ユダヤ教的律法主義・キリスト教的律法主義の自己義認の誤りを論破するためのたとえ話であって博愛慈善の教えではないとする解釈である。この解釈は「人は善行ではなく信仰によってのみ義とされる」信仰義認の立場をとるプロテスタントが採る。
いずれを採るかによって解釈がかなり異なる。以下に上記二つの解釈について詳述するが、古代から近現代に至るまで他にも多様な注解がなされており、以下に述べる解釈はあくまで各箇所における解釈例のうちの一部である。また上記二つの立場に加え、人種差別反対の観点からなされた解釈例の一つも挙げる。

### 仁慈と助けの解釈（正教会・カトリック教会・プロテスタント）

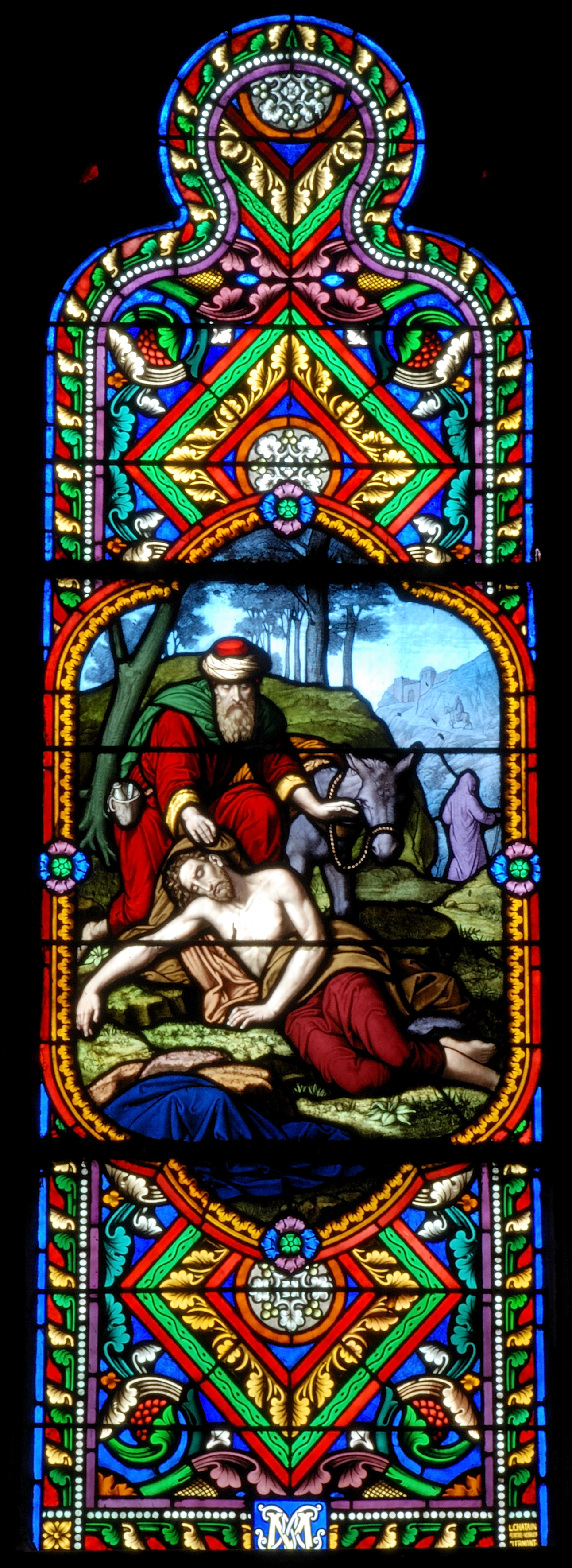
『善いサマリア人』の場面を描いたステンドグラス（フランス、クレルモン＝フェランの聖堂）

#### 律法学者との問答（導入とたとえ話）
ある律法学者が『永遠の生命を得るために何をすれば良いか』をイエスに尋ねるが、ここで「立ち上がった」とある事から、このたとえ話は会堂で行われたと推察することもできる。
問われたイエスは、逆に律法にはどう記されているかと問い返した。「『心を尽くし、精神を尽くし、力を尽くし、思いを尽くして、あなたの神である主を愛しなさい』。また、『隣人を自分のように愛しなさい』とあります」という律法学者の答えは申命記6章5節とレビ記19章18節を合わせたものであり、全律法の要約である。イエスは律法学者に対して「正しい答えだ。それを実行しなさい。そうすれば命が得られる」と返答した。
「では、私の隣人とは誰のことですか」となぜ律法学者が再び尋ねたかについては、問題を提出したことを弁明し、自分の面目を保つためであったとされるほか（フランシスコ会訳聖書の注解）、傲慢な罪人の常として、自分を義とするため、すなわち、誰を隣人とするかが明らかになっていない以上、ユダヤ人のみを隣人とする限定的な戒めの実行を自分が果たしている事を以て自分が律法を守っている事を誇示しようとしたためとも説明される（正教会の注解）。
ここでイエスは律法学者にたとえ話で返答する。
イエスのたとえ話は、「ある人がエルサレムからエリコに下って行く途中、強盗どもが彼を襲い、その着物をはぎ取り、傷を負わせ、半殺しにしたまま、逃げ去った」と始まるが、エルサレムとエリコの間は約30キロメートル離れ、標高差が1000メートルほどあり、その山がちな地形が格好の隠れ場所となったために盗賊が出没する事で有名であった。
そして、祭司とレビ人（びと）が登場する。エリコは「祭司らの町」であり、祭司もレビ人（びと）もエリコに住んでおり、彼らはそれぞれ任とするエルサレムでの奉事を終えてエリコに帰るところだったのであろう。二人とも怪我人をさけて道の反対側を通りすぎた。
サマリア人は当時ユダヤ人にとって宗教上の理由から関わりたくない対象であったが、怪我人を助けたのは通りかかったサマリア人であった。彼はその人に近寄って、傷口に油とぶどう酒を注ぎ、包帯をしてろばに乗せて宿屋まで連れてゆき、その人を介抱した。 
イエスの語るこのサマリア人には同情心と素朴な優しさがあったのであろう。道の上に倒れている人を見たとき、自分と同じ人間が死にそうになっている、苦しんでいる、不憫でならないという気持ちがあった。それを放置できない慈しみがこのサマリア人にはあった。祭司、レビ人は、思いがけず厄介なものに遭遇して、思わずそこから遠ざかり立ち去ってしまったのであろうが、もっとも大切な愛徳の実践が欠けていたのであった。

#### 律法学者との問答（むすび）
イエスは質問をした律法学者に対して、以上のたとえ話をした後、「この三人の中で誰が強盗に襲われた人の隣人になったと思うか」と問い、律法学者はこれに対して「その人を助けた人です」、すなわちサマリア人であると答えている。律法学者はこの回答において「助けたサマリア人です」とは答えなかった、つまり民族名を出さなかった。これには、律法学者にとっては「サマリア」という名は口に出したくないほど嫌悪の対象であった背景が表れている。他方、それほどサマリア人に対して嫌悪感を持っている律法学者であっても、たとえ話において三人のうち誰が怪我人の隣人になったかを問われた際には、名指しこそ避けたもののサマリア人であると認めている。律法学者はたとえ話を聞きつつ、その内容への驚きと、自分の了見の狭さに対する悔恨を感じていたのであろう。それはまた律法学者を正しさに導こうとするイエスの望みでもあったとする解釈例がある。
「隣人となる」ということは、他者の悩みを共に悩み、隣人の重荷を共に担うことを意味する。正教会、カトリック教会、プロテスタントの多くにおいては、『あなたも行って同じようにしなさい』は、困っている人、助けを必要としている人を見たら、だれであっても手を差し伸べるように、慈しむように命じられた教えであると解釈されている。
祭司とレビ人が怪我人をよけて通り過ぎたのは、怪我人と関わって自分に血が付くと、ある種のおきてのために自分の職務に差しさわりが出ることを恐れたのかもしれない。しかし、そのような形式主義的な律法主義よりも神の慈しみの心の方が大切だとイエスは主張している。律法学者の「私の隣人とは誰ですか」という自己中心的な問いかけに対して、「困っている人の隣人になったのは誰か」という他者中心的な問いかけを返すことによって、「あなたは自らすすんで助けを必要としている人に近寄りその人の隣人になりますか」という問いかけをイエスは言外に律法学者に提示している。「行って、あなたも同じようにしなさい」という言葉からもわかるように、そのような隣人愛を実践する人が永遠の生命を相続するのだとイエスは教えている。
ユダヤ人と宗教的に対立していたサマリア人の行為を、「永遠の命を得る」ための模範とすることによって、このたとえ話にはルカが強調する民族を超えた普遍的救済のテーマが展開されている。

#### 正教会の祈祷文
正教会の祈祷書中に、以下のような祈祷文がある。
ここには
- エルサレム（イエルサリム）からエリコ（イエリホン）に行って強盗に襲われた「ある人」は、神から離れて罪に陥っている自分をあらわすとする解釈
- このたとえ話に登場するサマリヤ人は、キリスト（ハリストス）をあらわし、傷の癒しは教会における機密をあらわしているとする解釈

などが反映されている。

### 自己義認の誤りの論破としての解釈（信仰義認のプロテスタント）
他方、行為によって義とされるのではなく信仰によってのみ義とされるとの信仰義認の立場をとるプロテスタントにおいては、「善きサマリア人」のたとえ話についても、博愛慈善の教えではないとする解釈がなされる事がある。こうした解釈においては、このたとえ話の目的は「自分の正しさを示そうとする」ユダヤ教律法主義への反論であり、キリスト教神学から見ればなお不十分であるが自己義認の誤りを論破する記事であると解釈されている。
この立場においての解釈例として、律法学者との問答において、最初の問いに対してはイエスから楽観的な答えがなされ（『あなたの答は正しい。そのとおり行いなさい。そうすれば、いのちが得られる』）、次の問いに対してはたとえ話の後に絶望に追いやる冷たい突っぱねがなされた（『あなたも行って同じようにしなさい』）とするものがある。『そのとおり行いなさい。そうすれば、いのちが得られる』は、パウロがその不可能性を発展させて信仰義認の教理を展開した土台となっているとされる（ガラテヤの信徒への手紙<3:12>、ローマの信徒への手紙<10:5>：このパウロ書簡の該当箇所についても解釈が分かれ、全教派にこうした見解のみがある訳ではない）。
ただし、「隣人とは誰か」と待って捜す態度、愛に値する人を選り好みする高慢に対して、そうではない愛の本質を示すたとえ話でもあるという解釈は、こうした立場からもなされる。こうした解釈をする立場においても人を助ける行為を否定する訳ではない。「信仰のみ」の原理も義認後の人間の行いを排除するものではなく、ルターによる理解では、この原理は義認後の人間の行いを可能にするものである。またプロテスタントにおいても、本たとえ話につき、困っている人を愛するよう教える内容であるとする解釈はある。実際、後述「人種差別の否定、とする解釈」節においてマーティン・ルーサー・キング・ジュニアの解釈が示されるが、キングはプロテスタント（バプテスト）である。

### 人種差別の否定、とする解釈
マーティン・ガードナーとマーティン・ルーサー・キング・ジュニアは、共にこの逸話を人種差別否定の思想として紹介している。
ガードナーは著書『奇妙な論理〈1〉—だまされやすさの研究』（早川書房、ISBN 4150502722）において「イエスが愛されるべき真の「隣人」の例としてサマリア人を選んだのは、古代エルサレムではサマリア人は軽蔑された少数民族だったからだということを、悟る人はほとんどいない」（136頁）と指摘。（原著は1952年のアメリカ合衆国で出版されたものなので、その当時の読者に対し）「「サマリア人」のかわりに「黒人」をおいたときはじめて、あなたはこのたとえ話の意味を、当時キリストのことばをきいた人々が理解したとおりに、理解するはずである」（前掲、同）と述べた。
また、キングの『汝の敵を愛せよ』（原題"Strength to Love"）によれば、黒人差別の実態として、ある黒人大学生バスケットボールチームの交通事故の例を挙げている。3人が負傷し、救急車が呼ばれたが、白人の隊員は「黒人たちにサービスするのは自分の方針ではない」と搬送を拒んだ。通りすがりの運転手に搬送を引き受ける者がいたが、搬送先の病院の医者は「われわれは黒ん坊をこの病院には入れないのだ」と受け入れを拒んだ。やむなく50マイル離れた黒人専用病院に搬送したが、既に1人は死んでおり、残る2人も30分後に息を引き取ったという。これは、救急隊員や医者にとって、ただ黒人を「自分と同じ物質から同じ神のかたちに似せて造られた同胞の人間であるとはみなさな」かったということなのである。「しかし、そのサマリヤ人は、彼をまず第一に人間として見たのであり、それが偶然ユダヤ人だったというに過ぎない」。と指摘した。
キングはまた、「われわれは非常にしばしば、『自分がこの問題で一つの立場をとれば、自分の職業や信望、地位などがどうなるだろうか。自分の住いに爆弾が投げ込まれないだろうか。生命がおびやかされないだろうか。投獄されないだろうか』などと問う。善良な人間は常に反対の問いをする」と述べ、「エブラハム・リンカーンは、『私が奴隷解放宣言を発して、私有奴隷制に終止符を打てば、自分に何が起こるだろうか』などとは問わず、『私がそれをしなければ、国家とおびただしい数の黒人たちはどうなるだろうか』と問うたのである」と指摘した。
1968年4月3日（キング暗殺の前日）には、エリコ街道は治安の悪い「危険な道」だったと指摘した上で、「レビ人は、『もしわたしが旅人を助けるために止まったならば、わたしはどうなるか』という疑問を持ち、サマリア人は逆に、『もしわたしが旅人を助けなかったならば、彼はどうなってしまうか』という疑問を持ったのです」と述べた。

## 善きサマリア人の法
現在、アメリカ合衆国などで導入されている善きサマリア人の法 (good Samaritan law)とは、「窮地の人を救うために善意の行動をとった場合、救助の結果につき重過失がなければ責任を問われない」といった趣旨の法である。